# Château de Campan
Pour les articles homonymes, voir Campan (homonymie).
Le château de Campan est un château-fort situé sur la commune d'Anglès, dans le département du Tarn, en région Occitanie (France).  
Bâti au XIe siècle, c'est un fort largement remanié par ses nombreux propriétaires au cours des siècles suivants qui se présente à nous aujourd'hui. Les façades et les toitures du château de Campan sont inscrites au titre des Monuments Historiques par arrêté du 17 mai 1961. 

## Historique

### Origine
Si le fondateur de la seigneurie de Campan reste apparemment inconnu, une occupation très ancienne du site est attestée par la présence de dolmens, d'un menhir et de différentes pierres dressées indiqués sur la carte IGN. Sa position dominante lui confère un poste de vigie sur la vallée du Thoré et il semble donc probable que le site soit utilisé pour contrôler ce point de passage stratégique depuis l'Antiquité. 

### Le château primitif
À la fois massif et délicat, le château primitif de Campan n'aurait quant à lui été construit qu'au XIe siècle. Il est alors constitué d'un château fort flanqué de trois tours rectangulaires reliées par une épaisse courtine. Il dispose de surcroit d'une ceinture de douves taillées dans la roche même, et visant à optimiser sa protection[réf. souhaitée]. 
La tradition populaire locale fait de l'édifice une propriété de l'Ordre du Temple, où les chevaliers templiers séjournent lors des longs voyages entre l'Ariège et les Cévennes.
Probablement avant le XVe siècle, et afin de compléter le dispositif défensif, une tour ronde avec archères et mâchicoulis est ajoutée à l'angle Nord-Ouest. 

### La famille de Citou
Au XVIe siècle, des campagnes de remaniements se poursuivent avec la disparition de la cour intérieure au profit d'un nouveau bâtiment qui forme depuis l'essentiel du logis seigneurial. Sa tour d'escalier de forme barlongue dispose d'une vis remarquable par sa taille.
Vers le milieu de ce XVIe siècle, Guillaume, issue de la famille de Citou, est le premier seigneur de Campan réellement attesté, ce qui rend mystérieuse l'affiliation avec les templiers. Son fils, Jean-Philippe de Citou, laisse une unique fille, marquise de Citou, qui épouse Guillaume de Saïx, famille originaire de Carcassonne résidant au château de Paulignan dans l'Aude. 

### La famille de Saïx
Jean de Saïx, son fils, hérite donc du château de Campan, qui reste par la suite environ un siècle dans la famille de Saïx. Cette dernière, dont la branche possédant le château se renomme de SaÏx de Campan, procède à deux nouvelles campagnes d'embellissement au XVIIe, qui semblent se terminer en 1666 et 1671 dates figurant sur deux anciens linteaux de dépendances, aujourd'hui réemployés.  Celles-ci se concrétisent par les ouvertures sur la façade actuelle, ainsi que la construction d'une tour en échauguette à l'angle Sud-Est[réf. souhaitée]. 

### La famille de Bedos
Par le jeu des alliances, l'édifice passe ensuite à la famille de Bedos, originaire de Puylaurens, dont un des héritiers, Jean-Gaston de Bedos, sera titré de seigneur de Campan et de Paulignan. La bâtisse accueillera aussi le chevalier Henri-Dominique de Bedos-Campan, capitaine d'infanterie, engagé dans la guerre pour l'indépendance de l'Amérique. 
La lignée de cette branche des seigneurs de Campan s'éteint à la fin du XIXe siècle, avec la disparition de Lucie Dominique de Bedos-Campan qui meurt à Puylaurens.

## Architecture
Dressé face à la montagne noire, le château de Campan se compose d'un grand corps de logis hétérogène, flanqué de plusieurs tours. Celle du Nord-Ouest, ronde, abrite un escalier à vis, tandis que celle rectangulaire au Sud, présente des voûtes barlongues, le grand escalier et un contrefort de soutènement. En son angle Nord-Est, elle se trouve elle-même flanquée d'une tourelle en encorbellement. Le château présente deux autres tourelles, dont une échauguette à l'angle Sud-Est, et une petite tour ronde dans l'angle Sud-Ouest. Le plan du château est assez complexe, ce qui peut s'expliquer par une construction en phase successives, avec la transformation d'un château-fort gardé en l'état, en une demeure plus confortable. Toutefois son emprise au sol reste identique en raison des douves en eau taillées dans la roche qui le cernent.  
Des traces de fers à chevaux seraient encore visibles de nos jours sur les escaliers intérieurs, et seraient un témoignage qui attesterait l'occupation de le demeure par l'Ordre du Temple. Un linteau réutilisé provenant d'une dépendance disparue porte la date de 1671, rappelant la fin de la dernière phase des travaux, qui est la campagne d’embellissement du XVIIe.  
Le domaine du château, outre les douves, jardins et l'édifice fortifiée en lui-même, présente une grande ferme comportant elle-aussi une tour circulaire, au centre de sa façade Ouest, ainsi que de nombreux bassins alimentés par des biefs et l'existence d'une très curieuse garenne équipée d'un piège à prédateurs. 

## Galerie

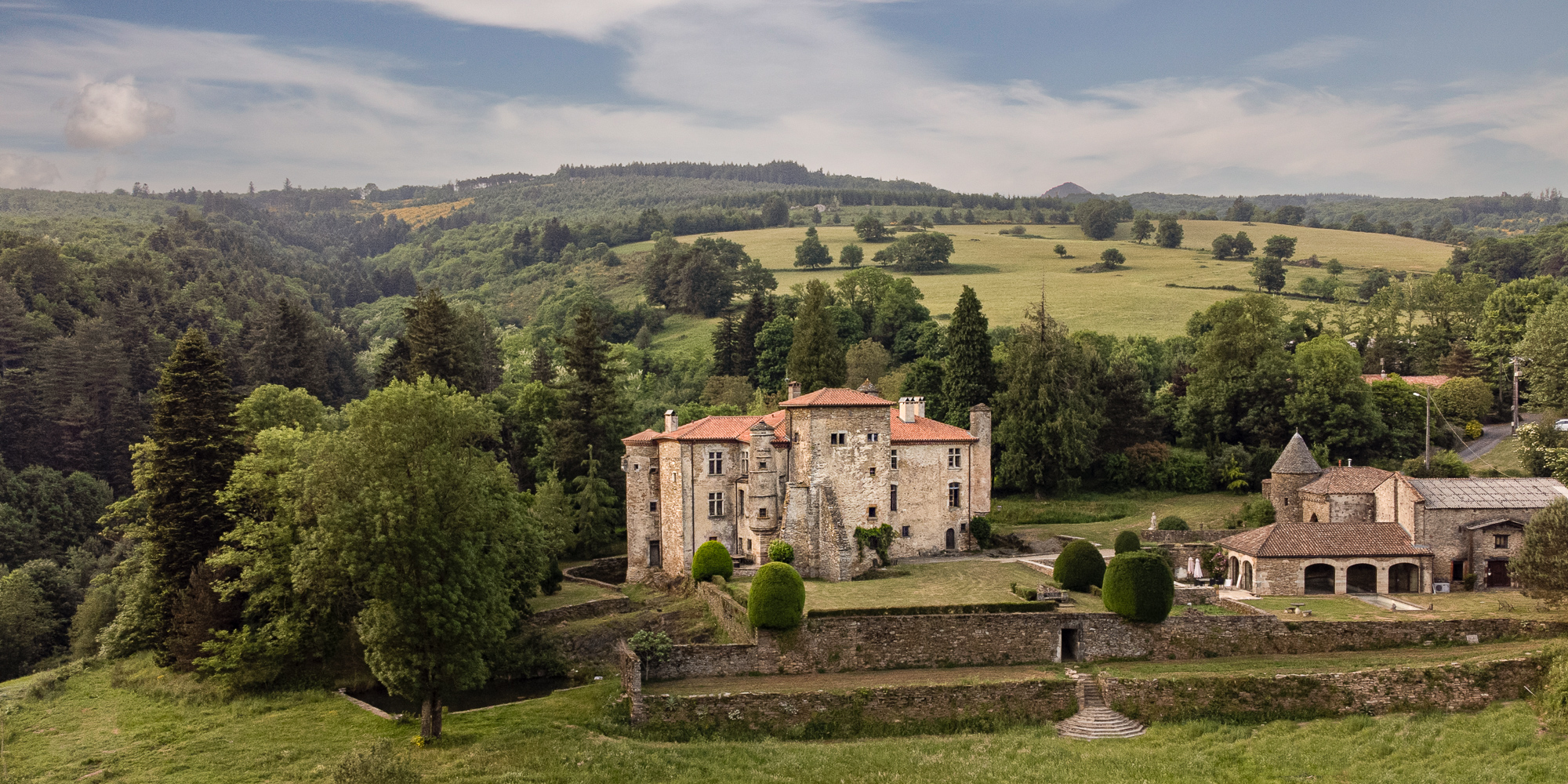
Vue de la seigneurie

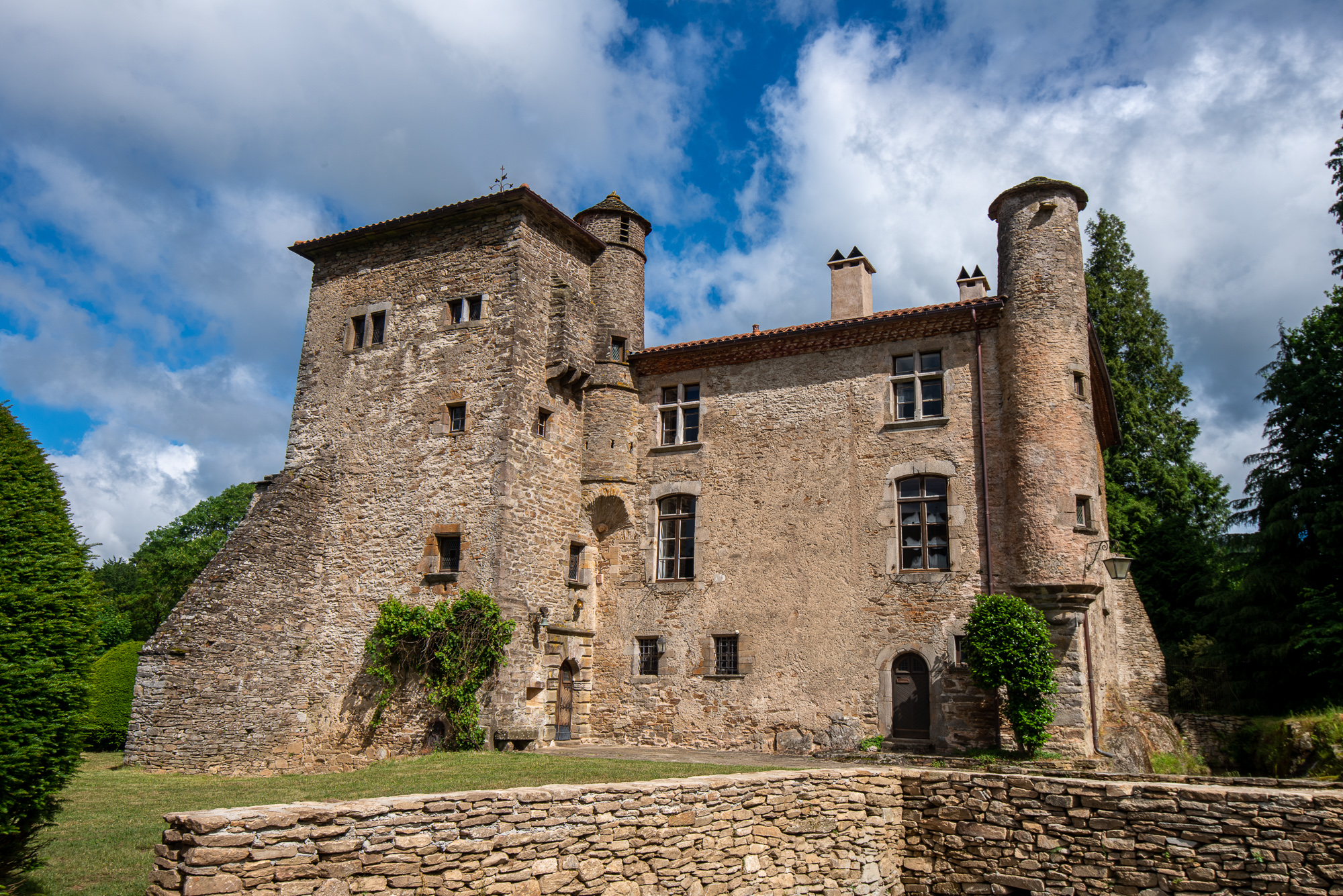
Façade sud